# アレクサンダー・デュ・トワ
アレクサンダー・デュ・トワ（Alexander Logie du Toit、1878年3月14日 - 1948年2月25日）は、南アフリカの地質学者である。アルフレート・ヴェーゲナーの大陸移動説を初期から支持したことで知られる。

## 生涯
ケープタウンの Newlands で生まれた。ロンデボッシュ (Rondebosch) の  Diocesan College で学んだ後、University of the Cape of Good Hope（現在の南アフリカ大学）で学んだ。グラスゴーのロイヤル・テクニカル・カレッジ (Royal Technical College) で地質学を学び、ロンドンで研究を行った後、グラスゴーに戻り、グラスゴー大学、ロイヤル・テクニカル・カレッジで地質学、鉱山学、測量術の講師となった。
1903年、喜望峰の地質学委員会 (Geological Commission of the Cape of Good Hope) の地質学者に任じられ、南アフリカの地質調査を行い多くの論文を発表した。1920年に Union Irrigation Department に加わり、水利に関する仕事を行い、1924年にデビアス鉱山会社の地質学のコンサルタントの主任となった。1923年にカーネギー研究所の奨学金を得て、アルゼンチン、パラグアイ、ブラジルなど南アメリカ大陸の地質調査を行った。南米と南アフリカの地質の類似性を知り、ヴェーゲナーの大陸移動説を支持する、層序学、放射性元素分析の証拠を示す論文を執筆した。著書に The Geology of South Africa (1926)、A Geological Comparison of South America with South Africa (1927)、Our Wandering Continents (1937) などがある。南北両半球にローラシア大陸とゴンドワナ大陸という両大陸があり、その間にテチス海がありこれが閉じてアルプス・ヒマラヤ造山運動が行われたという仮説を提出した。
1933年にロンドン地質学会から、マーチソン・メダルを受賞した。1943年王立協会フェロー選出。